# یانیک فان د فلده
یانیک فان د فلده (به هلندی: Yannick van de Velde) (زادهٔ ۱۵ اوت ۱۹۸۹ در اوترخت) یک بازیگر هلندی است که با بازی در فیلم نارنجی‌پوشان شناخته شد. او فرزند ژان فان د فلده کارگردان سینما است.
یانیک در سال ۲۰۰۳، در آزمون گزینش بازیگر برای فیلم «اریک یا کتاب کوچک حشرات» شرکت کرد. او توانست نقش پروانه را به دست بیاورد، اما ترجیح داد در تست بازیگری برای نقش رمکو در فیلم نارنجی‌پوشان شرکت کند و موفق به کسب این نقش شد. نقش‌آفرینی در این فیلم، جایزه هنرمند جوان در سال ۲۰۰۵ را برای او به همراه داشت.
در تابستان سال ۲۰۰۸ در فیلم «نامه‌ای برای پادشاه» بازیگر نقش اصلی بود. یانیک از سال ۲۰۰۱ تا ۲۰۰۷، در دبیرستان ورزشی CGU در اوترخت آموزش دیده است.

## جایزه‌ها
در سال ۲۰۰۵، جایزه هنرپیشه جوان (Young Artist Award) را در بخش بهترین هنرپیشهٔ فیلم‌های خارجی به خاطر بازی در نقش اول فیلم نارنجی‌پوشان به‌دست آورد. همچنین فیلم نارنجی‌پوشان، این جایزه را به عنوان بهترین فیلم نوجوانان کسب کرد.

## فیلم‌شناسی
- جانی ای‌تی‌بی (۱۹۹۹)
- خرده نان (۱۹۹۹)
- پسری به نام کیس (۲۰۰۳)
- نارنجی‌پوشان (۲۰۰۴)
- فلوریس (۲۰۰۴)
- نامه‌ای برای پادشاه (۲۰۰۸)
- انوک "سینگالونگ غمگین" (۲۰۱۳)
- قیمت شکر (۲۰۱۳)
- مرد کامل (۲۰۱۳)
- چگونه از همه چیز اجتناب کنیم (۲۰۱۴)
- هومی‌ها (۲۰۱۵)
- فیسا (۲۰۱۶)
- هدر رفته (۲۰۱۶)
- کمپ هلند (۲۰۱۶)
- خداحافظ دوستان (۲۰۱۶)
- فری (۲۰۲۱)